# Polisessualità

La bandiera polisessuale

La polisessualità è un orientamento sessuale che comporta l'attrazione emozionale, romantica e/o sessuale verso più generi, ma non tutti. 
La pansessualità, la poliamorosità e la polisessualità sono spesso confuse. Le persone polisessuali possono quindi provare attrazione per più generi oltre quello maschile e quello femminile, ma non tutti.
La polisessualità si riferisce a coloro che sono attratti da più di due generi, ma non tutti. Si vogliono identificare così perché il termine bisessuale indica l'attrazione sessuale rivolta a due o più generi, generalmente ai due sessi maschile e femminile (ambisessualità)
Polisessuale è un termine di auto-identificazione, a volte utilizzato impropriamente, in quanto una gamma di persone diverse lo usano per descrivere sé stesse e le loro preferenze sessuali.
La cantante Gianna Nannini, in un'intervista rilasciata a Claudio Sabelli Fioretti, ha detto:
L'attrice Amanda Lear: